# Wilk (album Kim Nowak)
Wilk – drugi album studyjny polskiej grupy muzycznej Kim Nowak. Wydawnictwo ukazało się 6 listopada 2012 roku nakładem wytwórni muzycznej Universal Music Polska. Na albumie dominuje spokojny i mroczny nastrój, słychać inspiracje rockiem lat sześćdziesiątych XX wieku. Pojawiły się na nim duety z Izabelą Skrybant-Dziewiątkowską (Tercet Egzotyczny) i Tomaszem Dudą (Pink Freud).
Nagrania dotarły do 14. miejsca zestawienia OLiS.

## Twórcy
- Bartosz "Fisz" Waglewski - autor tekstów, śpiew, gitara basowa, kompozytor
- Piotr "Emade" Waglewski - perkusja, produkcja muzyczna, kompozytor
- Michał Sobolewski - gitara prowadząca, kompozytor

## Lista utworów
1. "Lodowiec gigant" - 2:13
2. "Krew" - 5:34
3. "Mokry pies" - 5:10
4. "Wczoraj" - 3:29
5. "Skrzydła" - 3:16
6. "Prosto w ogień" (gościnnie: Izabela Skrybant-Dziewiątkowska) - 6:14
7. "Okno" - 4:03
8. "Noc" - 5:09
9. "Aniele" - 2:02
10. "Chmury" - 5:15
11. "Dwie kropki" - 4:30
12. "Wilk" - 7:33
13. "Prosto w ogień" - 6:12